# Самберг (Тенеси)
Самберг (енгл. Samburg) град је у америчкој савезној држави Тенеси.

## Демографија
По попису из 2010. године број становника је 217, што је 43 (-16,5%) становника мање него 2000. године.
| Група             | 2000.       | 2010.       |
| Белци             | 256 (98,5%) | 214 (98,6%) |
| Афроамериканци    | 0 (0,0%)    | 2 (0,9%)    |
| Азијати           | 0 (0,0%)    | 0 (0,0%)    |
| Хиспаноамериканци | 3 (1,2%)    | 0 (0,0%)    |
| Укупно            | 260         | 217         |